# Correo de Mallorca
Correo de Mallorca fou un diari en castellà publicat a Palma entre 1910 i 1953.
Fou fundat el 1910 a Palma, com un diari catòlic i integrista. Propietat del Bisbat de Mallorca, va sobreviure a la Guerra civil, però posteriorment entrà en una profunda crisis econòmica. Com a conseqüència d'aquesta situació, el 1953 es fusionà amb el diari La Almudaina, donant lloc al contemporani Diario de Mallorca.